# Ylimmäinen Lankojärvi
Ylimmäinen Lankojärvi, Keskimmäinen Lankojärvi och Alimmainen Lankojärvi, eller Lankojärvet är sjöar i Finland. De ligger i kommunen Enare i landskapet Lappland, i den norra delen av landet, 1 000 km norr om huvudstaden Helsingfors. Ylimmäinen Lankojärvi ligger 171,7 meter över havet. Arean är 1,29 kvadratkilometer och strandlinjen är 6,75 kilometer lång. Sjön  ingår i Pasvik älvs huvudavrinningsområde. 